# 23 PM
23 PM es un programa de televisión de periodismo de investigación argentino, presentado por Maximiliano Montenegro e integrado por: Ernesto Tenembaum, Gisela Marziotta, Mariano Obarrio, Mariana Verón, Luis Gasulla y Ernesto Cherquis Bialo.

## Programa
23 PM se estrenó el lunes 20 de marzo de 2017, reemplazando a la telenovela mexicana Sin senos no hay paraíso.
El canal ya había probado con otros programas periodísticos por ejemplo: Día cero y Zona I pero no siguieron en la programación por su baja audiencia. Su competidor es: Animales sueltos.